# Милош Мандић
Милош Мандић (Бихаћ, 1843 – 20. август/2. септембар 1900 Мраково, Високо), српски новинар, учитељ који је радио на пољу српске просвејте. Био је велики познавалац српског језика на простору Босне и Херцеговине и радио на његовом очувању и оставио лијеп примјер српској омладини у то вријеме. Рођен је у Бихаћком срезу 1843. године, а умро је 1900. године у на свом добру у Мракову, Котар Високо, као чиновник у служби Земаљске владе.

## Биографија
Рођен у у Бихаћком срезу од оца Николе и мајке Василије. Још док је био млад са породицом се сели у село Мирковце, у Славонији, због оскудјевања са земљом за обрађивање. У Мирковцима је завршио основну школу, а како је испољио дар за науком наставља школовање у Винковцима гдје уписује гимназију. Из Винковаца прелази у Сремске Карловце гдје завршава два разреда више гимназије да би касније из одушевљења према српским школама прешао у Београд и завршава гимназију. Након тога уписује велике школе. Редовно је одслушао двије године права, да би због материјалних услова морао прекунути даље школовање.
Након тога одлази у Нову Варош гдје је изабран од стране спрско-православне општине за учитеља у српској школи. Као учитељ у Новој Вароши ради двије године, а затим одлази у Пријепоље гдје такође ради као учитељ годину дана.
Видјевши да неће моћи да заврши школу права он се 1866. године одлучује да изабере дрзги животни позив који га одводи у новинарство, видјевши прилику да на тај начин сачува српски језик и традицију у служби отоманског царства. У његовом раду као новинара имаће велику улогу поп Симо Чајкановић, његов пријатељ и учитељ у Новој Вароши, којег је он имао прилике упознати током свог двогодишњег боравка. Та улога огледала се у томе што је поп симо , радећи као учитељ у Сарајеву, имао прилику да упозна власника штампарије и уредника листа "Сарајевски вјесник" који је излазио у Сарајеву на српском и турском језику. У то вријеме власник и уредник листа тражио је сараднике који би му помогли у вођењу листа "Сарајевски вјесник" , који би знао више језика. На препоруку попа Симе, Милош почиње да ради као сарадник у листу "Сарајевски вјесник".
Убрзо након његовог доласка лист "Сарајевски вјесник" престаје да излази, а њега мијења службени лист отоманске владе "Босна", који по угледу на "Сарајевски вјесник" излази на турским и српском језику. Касније ће поред уредничког посла у листу "Босна" ступити у отоманску владу као тумач француског језика, њемачког језика, италијанског језика и турског језика. Ради у отоманској служби све до окупације 1875. године.
Оженио се 1867. године са Маром из Ратковића, са којом је имао шест синова и двије кћерке.
Након окупације наставља са радом у служби нове владе и као сарадник и уредник службених "Босанско-херцегочких новина" све до 1879. године. Исте године је уврштен у ред чиновника гдје је аванзовао до подтајника земаљске владе. Умро је 20. августа 1900. године.
Милош је за вријеме своје службе дао велики допринос српској књижевности у то доба. Поред своје кратке учитељске каријере када је одгајао српску младеж у чисто српском духу имао је и велику улогу у промовисању и коришћењу чисто српског језика у службеним листовима и турске и аустроугарске владе. Такође, вели допринос је имао и када је у питању издавање српских уџбеника. Наиме, он је први који је приредио Буквар за српске школе са новим правописом који није постојао у то доба ни у Србији, које су штампане у листу "Босна" 1868. године. Поред Буквара ту је још била и "Српска читанка", "Мала свештеничка историја" и књижица под називом "Нова знања". Године 1869. издаје и први Босанско-српски календар у Сарајеву. Написао је рјечник "Турцизми у Босни и херцеговини" који је издала земаљска влада 1881. године (најприје је објавлјен у наставцима на страницама Сарајевског листа). Допуњено издање тог рјечника појављује се 1895. године, а као издавач се појављује штампарија Шпиндлера и Лешнера под називом "Тумач". Тиме је пречистио српски језик од турцизама.